# James Hamilton (1er duc de Hamilton)
Pour les articles homonymes, voir James Hamilton et Hamilton.
James Hamilton (19 juin 1606 – 9 mars 1649), 1er duc d'Hamilton est un noble écossais, héritier présomptif au trône d'Écosse en tant que descendant de Jacques II par la fille de ce dernier Marie Stuart.

## Biographie
Défenseur de Charles Ier, presbytérien modéré, il ne parvient pas à s'entendre avec Montrose qui souhaitait un maintien de l'organisation anglicane. Montrose le condamne aux yeux du roi et il est alors jeté en prison (1645).
Libéré, il lève une armée pour soutenir les Stuarts mais est vaincu et capturé à Preston par Cromwell. Il est décapité quelques jours après Charles Ier.

### Famille

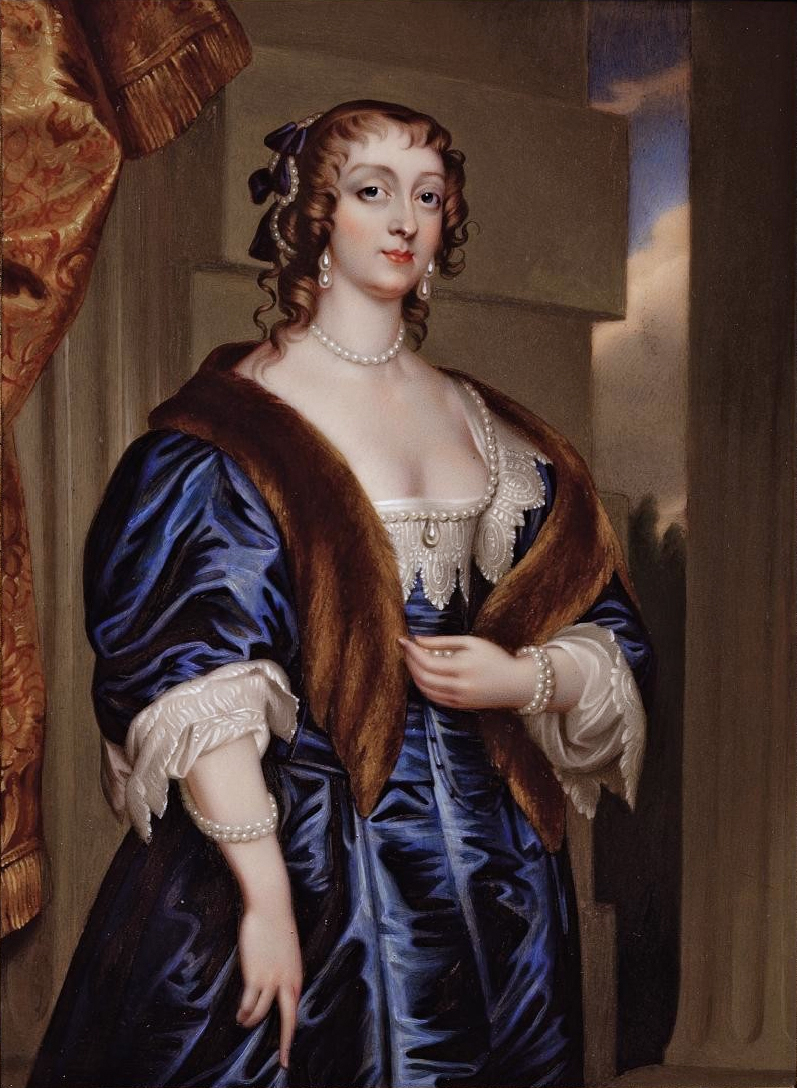
Lady Margaret (ou Mary) Feilding, duchesse d'Hamilton (Henry Pierce Bone d'après Antoine van Dyck)

James Hamilton est le fils de James, 2e marquis d'Hamilton et d'Ann Cunningham.
Il épouse Mary Feilding et ils ont six enfants dont quatre morts en bas âge.
- Henrietta Mary (1631–1632)
- Anne Hamilton (1632–1716), plus tard duchesse suo jure d'Hamilton
- Susannah (1633–1694), qui épouse John Kennedy, 7e comte de Cassilis, en 1668
- Charles, comte d'Arran (ca. 1630 – enterré le 30 avril 1640 à l'abbaye de Westminster)
- James (1635–1639)
- William (1636–1638)

## Amérique du Nord
En 1637, l'île de Terre-Neuve en entier est cédée à David Kirke et James Hamilton.